# David Joris
David Joris (ca. 1501-1556, også kaldet Jan Jorisz eller Joriszoon) var en ledende døber i Nederlandene før 1540. Joris blev sandsynligvis født i Flandern og var en af Melchior Hoffmanns disciple.
Af profession var David Joris glasmaler. I 1524 giftede han sig med Dirckgen Willems og blev interesseret i Martin Luthers reformationsbevægelse. I 1533 gik han ind for døberbevægelsens ideer og blev døbt i Delft af Obbe Philips. Joris gik ikke ind for den vold, som kom til udtryk under Münster-oprøret, men han accepterede i teorien polygami. Efter kampene i Münster samledes adskillige af Hoffmanns disciple i Bocholt i 1536. Det lykkedes Joris til en vis grad at fremhæve deres fælles tro og nedtone ideerne om hævn. Joris mente, at God ville tage hævn, men at helgener ikke burde gøre det. Han støttede et kompromis ang. polygami, idet han mente, at det ikke var så vigtigt, hvor mange koner en mand havde, blot familien adlød Gods love. 
David Joris befandt sig på den mystiske side af anabaptismen og ledede ved at citere drømme, visioner og profetier. 
I en periode lå Joris i teologisk strid med den nye leder Menno Simons. Menno Simons anså Joris for at være kompromissøgende; Joris mente, at Menno var overdrevent bogstavtro. Joris flyttede til Basel i 1544 og beskyttede sig selv ved at leve under et andet navn – Johann van Brugge. Han sluttede sig til den reformerte kirke men fortsatte med sine teologiske skriverier om anabaptismen. Dette afspejlede både hans opfattelse af, at "for den rene er alting rent", og hans nye mening at ydre symboler var mindre vigtige end den indre tro.
Joris' kone, Dirckgen, døde i august 1556, og Joris selv døde blot et par dage senere. Døberlederen Nicolas van Blesdijk, der var gift med Joris' ældste datter, blev modstander af Joris' lære. I 1559 afslørede han Joris' teologi for myndighederne i Basel. Den afdøde Joris blev dømt for kætteri og hans lig gravet op og brændt på bålet.

Denne artikel er en oversættelse af artiklen David Joris på den engelske Wikipedia. 